# Alleanza delle otto nazioni

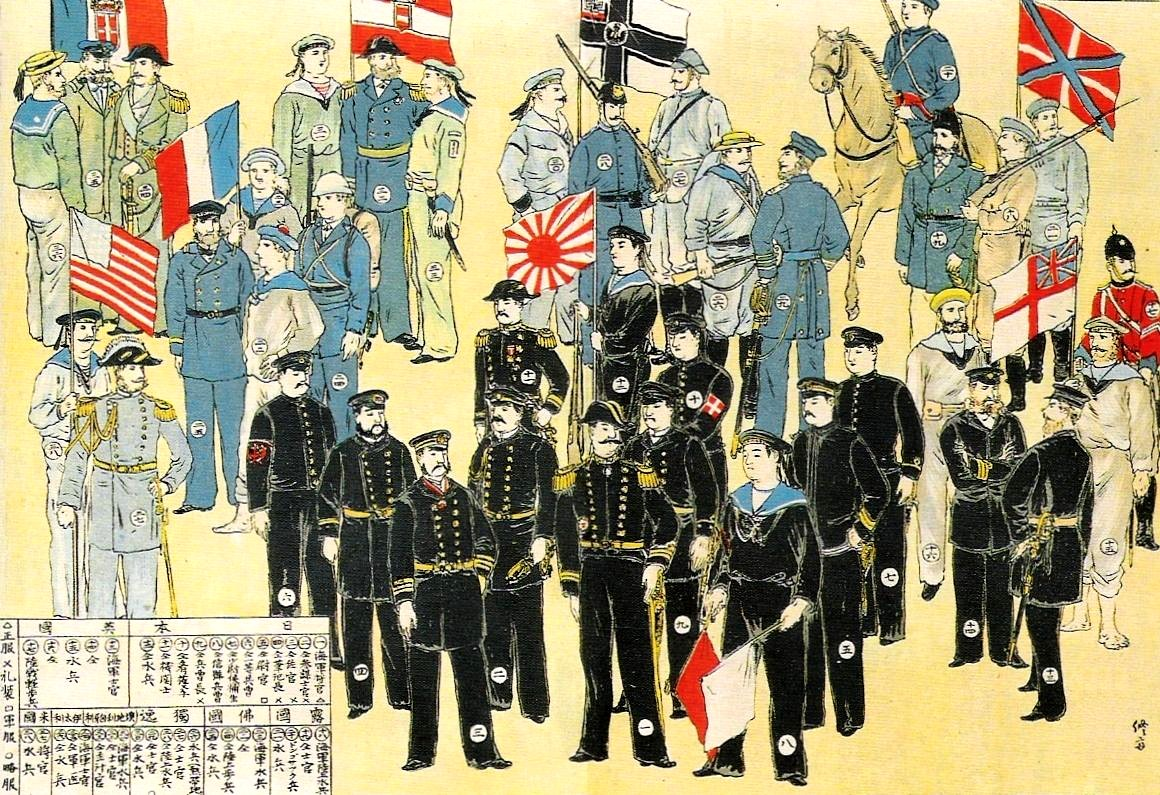
Stampa giapponese del 1900
che illustra i militari e le bandiere navali delle otto Potenze (da sinistra verso destra e dall'alto verso il basso: Italia, Austria-Ungheria, Germania, Russia; Francia; Stati Uniti, Giappone, Regno Unito) che sconfissero la ribellione dei Boxer

L'Alleanza delle otto nazioni (八國聯軍T, 八国联军S, Bāguó LiánjūnP) fu una alleanza composta da Austria-Ungheria, Francia, Germania, Giappone, Italia, Regno Unito, Russia e Stati Uniti, costituita in seguito alla ribellione dei Boxer in Cina (1900).

## Storia
Scopo originario dell'alleanza era la costituzione di una forza internazionale con la quale rompere l'assedio delle legazioni internazionali di Pechino da parte dei rivoltosi (giugno 1900). La forza di spedizione, composta di circa 45.000 uomini e 54 navi da guerra, ebbe facile gioco delle truppe imperiali cinesi, occupando prima Tientsin e poi Pechino già ad agosto 1900, costringendo l'imperatrice Cixi e buona parte della corte imperiale a riparare a Xi'an.
L'occupazione straniera fu accompagnata da numerose violenze, uccisioni sommarie e stupri contro la popolazione civile cinese, nonché da saccheggi di oggetti d'arte (molti dei quali portati in Europa). L'alleanza fu sciolta dopo la firma, nel 1901, del protocollo dei Boxer, oggi ricompreso nei cosiddetti "trattati ineguali".